# ألكساندرا بيل
ألكساندرا بيل (بالإنجليزية: Alexandra Bell) هي منافسة ألعاب القوى بريطانية، ولدت في 4 نوفمبر 1992 في ليدز في المملكة المتحدة.

## وصلات خارجية
- ألكساندرا بيل على موقع الاتحاد الدولي لألعاب القوى (الإنجليزية)
- ألكساندرا بيل على موقع الاتحاد الأوروبي لألعاب القوى (الإنجليزية)
- ألكساندرا بيل على موقع الاتحاد البريطاني لألعاب القوى (الإنجليزية)
- ألكساندرا بيل على موقع ThePowerOf10.info (الإنجليزية)
- ألكساندرا بيل على موقع اللجنة الأولمبية الدولية (الإنجليزية)
- ألكساندرا بيل على موقع أوليمبيديا (الإنجليزية)
- ألكساندرا بيل على موقع اللجنة الأولمبية البريطانية (الإنجليزية)